# 툴루어

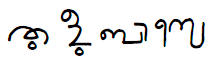

툴루어(Tulu)는 화자가 닥시나 카나다와 인도 남서부 카르나타카주의 우두피의 남쪽 지역에 집중된 드라비다어족 언어이다. 툴루어 화자는 툴루족으로 불린다.
2011년 인도 인구조사 보고에 따르면 인도 내 툴루어 화자는 총 1,846,427명이다. 2001년 인구 조사에 따르면 화자 수는 총 1,722,768명이다.